# Soyuz TMA-14M
Soyuz TMA-14M fue una misión a la Estación Espacial Internacional lanzada mediante un cohete Soyuz-FG el 26 de septiembre. Que transporto a tres miembros de la Expedición 41 a la Estación Espacial Internacional. TMA-14M será el vuelo 123 de la nave Soyuz, el primer vuelo de su lanzamiento en 1967. La nave regresó el 12 de marzo de 2015 aterrizando al sureste de Dzhezkazgan en Kazajistán dando por finalizada la expedición 42.

## Tripulación
| Puesto               | Miembros de la tripulación                              | Miembros de la tripulación                              |
| -------------------- | ------------------------------------------------------- | ------------------------------------------------------- |
| Comandante           | Aleksandr Samokutyayev, RSA Expedición 41 Segundo vuelo | Aleksandr Samokutyayev, RSA Expedición 41 Segundo vuelo |
| Ingeniero de vuelo 1 | Yelena Serova, RSA Expedición 41 Primer vuelo           | Yelena Serova, RSA Expedición 41 Primer vuelo           |
| Ingeniero de vuelo 2 | Barry E. Wilmore, NASA Expedición 41 Segundo vuelo      | Barry E. Wilmore, NASA Expedición 41 Segundo vuelo      |